# 河井あき
河井 あき（かわい あき、1985年6月7日 - ）は、日本で活躍している韓国出身のアイドルタレント。ソウル特別市出身、血液型：B型。所属事務所はMassaman Recordsだったが、現在は活動休止中。
2009年3月7日、芸名を河井 彬（読みは現在の芸名と同一）から改名したことを発表した。
ソロとChocolate♪boxのメンバーとしてのライブ出演を中心に活動した。メンバーは2009年10月1日解散。愛カラ族にも所属していた。
2010年4月29日をもって、「河井 あき」としての活動を休止した。

## 略歴・人物
- 2007年10月21日 - 「バッチグー伊藤のアイドル大集合9」（阿佐ヶ谷ドラム）で初のライブ出演。
- 2008年8月28日 - 愛カラ族として音楽ば〜かZeppライブに出演。
- 2009年2月18日 - 「勝ち抜け!ピスタチーオ」（大久保HOT SHOT）で3か月連続優勝を果たし、賞金10万円を獲得。
- 好きなキャラクターはスヌーピー。

## 出演

### TV
- 勝ち抜き!アイドル天国!!ヌキ天（インターネットTV・GyaO）
- 音楽ば〜か（テレビ東京系列）
- モバタレGREAT（日本テレビ系列） メトロちゃんのバックダンサーとして出演
- となりの耳たぶ（2008年12月29日、あそび心ネット） 「ゲストコーナー」
- 10万円争奪 勝ち抜け!ピスタチーオ 初代クィーンへの挑戦 完全密着ドキュメント（2009年5月15日 - 、あそび心ネット）

### ラジオ
- こちカワ!!（FM多摩川系列）
- 河井彬のわんわんラジオ（2008年2月 - 2008年5月、FM多摩川系列）

## リリース作品

### CD
- オムニバスアルバム「Batchgoo!!Girls Revolution3」（2008年8月3日発売）

※1曲目にオリジナル曲「オトメっちょ、さくれっちょ、チェケラッチョ」が収録。
- 1stシングル「よろしく運命」（2009年2月8日発売）
- 2ndシングル「レッツゴー☆オトメスピード!!」（2009年9月25日発売）

### DVD
- 「なないろポップコーン」（2009年8月2日発売）

※アイドル4人（河井あき、メトロポリちゃんV、萌映（めばえ）、福地麻里香）と、芸人3人（ShoneiNoguchi、嵐山智博、カワサキ）によるオール撮りおろしバラエティー番組DVD